# 黒田茂助
黒田 茂助（くろだ もすけ、1863年11月20日〈文久3年10月10日〉 - 1936年〈昭和11年〉4月11日）は、明治から昭和初期にかけて名古屋市に店を構えた漆器商である。屋号は「萬屋」または「萬茂」。家業の傍ら愛知県会議員や名古屋市会議員を務めたほか複数の会社役員も兼ねた。

## 経歴
文久3年10月10日（新暦：1863年11月20日）生まれ。黒田家は江戸時代の天明年間より漆器を商う家で、尾張藩の御用達であった。1892年（明治25年）の商工録には名古屋市袋町で漆器商「萬屋」を営むとある。1893年（明治26年）、黒田がシカゴ万国博覧会に鶯谷の松岡久助が作った一閑張の漆器を出品するとこれが評判を呼び、一閑張の漆器が名古屋の特産物となる端緒となった。
1892年4月、愛知県会議員に当選した。ただし半年後の10月に任期満了を迎えている。続いて1892年10月名古屋市会議員に当選し、1898年（明治31年）10月にかけて1期6年これを務めた。その間の1894年（明治27年）10月愛知県会議員に再選されたが、翌年1月には辞職しており在職期間は短い。
1894年、県会議員岡本清三・小塚逸夫・堀尾茂助が計画する名古屋市内の馬車鉄道敷設計画に参加し、愛知馬車鉄道株式会社の発起人に加わった。同年6月、会社の設立と同時に山内正義とともに同社の監査役に就任する。名古屋電気鉄道への改称直後にあたる1896年（明治29年）7月、堀部勝四郎死去に伴う補欠で取締役へ転ずるが、翌1897年（明治30年）1月の改選において開業を見ずして名古屋電気鉄道から退いた。次いで1902年（明治35年）1月に名古屋の電力会社名古屋電灯の監査役に就任し、1912年（大正元年）12月まで10年にわたり在職した。
1909年（明治42年）4月に漆器販売業の「合資会社萬茂商店」を設立しその社員となっていたが、1935年（昭和10年）1月25日付で同社から退社した。翌1936年（昭和11年）4月11日に死去、72歳没。